# Ионов, Александр Викторович
Алекса́ндр Ви́кторович Ио́нов (род. 12 декабря 1989, Москва) — президент Антиглобалистического движения России (с 2011 года). Против него в США выдвинуты уголовные обвинения в попытке вступить в сговор с гражданами США, чтобы использовать их в качестве агентов российского влияния. 

## Биография
В 2012 году окончил Московский государственный агроинженерный университет по специальности «экономист», в 2014 году окончил магистратуру в сфере профессионального образования Российского государственного аграрного университета.
С 2011 года Ионов является президентом Антиглобалистического движения России. В 2014 году это движение провело своё первое официальное мероприятие под названием «Национальный диалог. Право народов на самоопределение и построение многополярного мира», в котором участвовали представители Донецкой народной республики. В 2016 году это движение организовало в Москве «антиамериканскую» конференцию, на которую были приглашены «сепаратистских движений из США, Европы, Ближнего Востока и бывших советских республик». 
В 2016 году Ионов стал членом Общественной наблюдательной комиссии. Весной 2021 года после поданной им жалобы в Роскомнадзор интернет-издание Meduza признали «иностранным агентом».

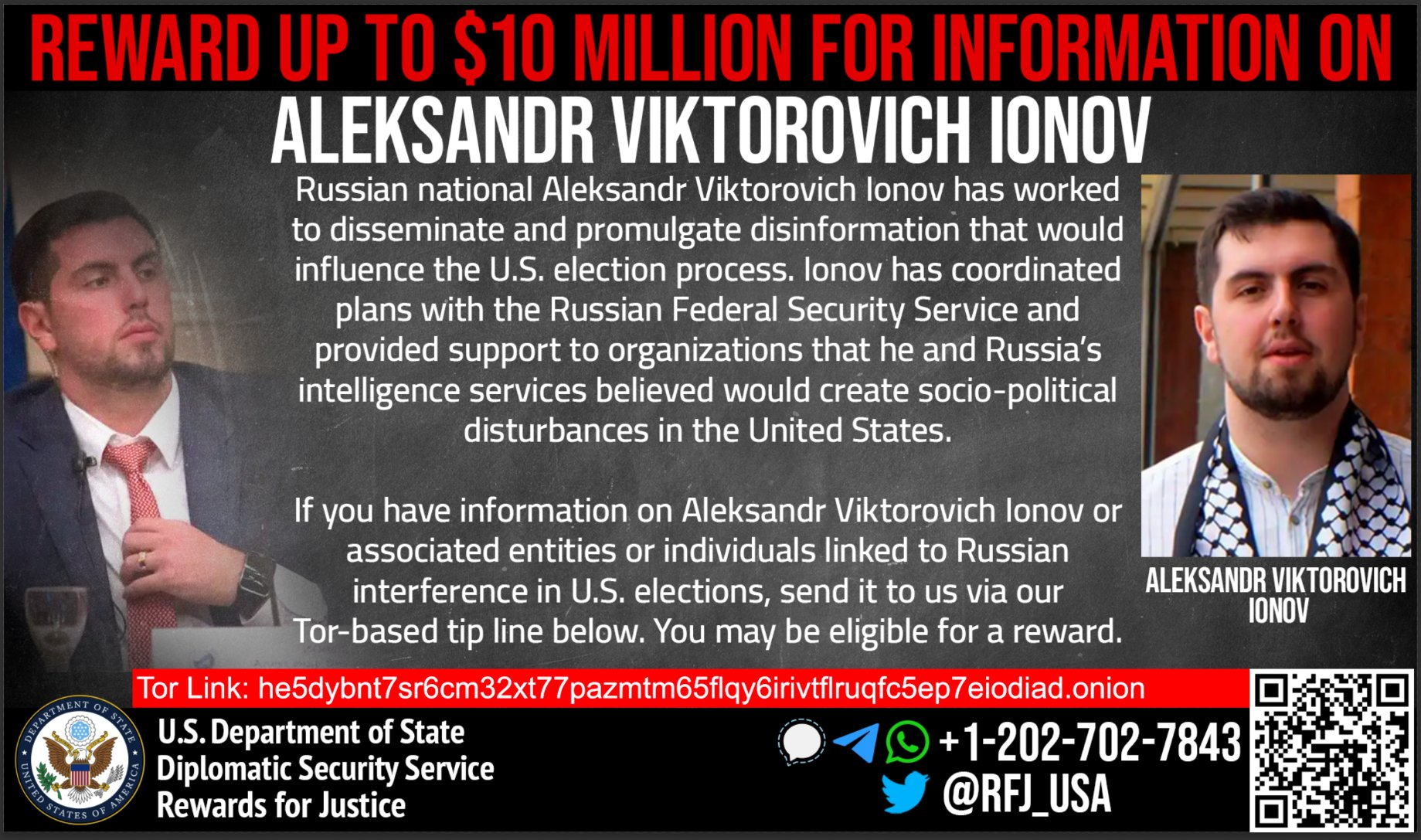
Обещание вознаграждение в размере 10 млн долларов США за содействие в аресте Ионова

В июле 2022 года стало известно, что США в отношении Ионова выдвинуты уголовные обвинения в попытке вступить в сговор с гражданами США, чтобы использовать их в качестве агентов российского влияния. По версии Министерства юстиции США, Ионов с 2014 по 2022 год находился в контакте с тремя политическими группами в США (во Флориде, Джорджии и Калифорнии) и «от лица российских властей и в сотрудничестве с ФСБ, предположительно, на протяжении нескольких лет осуществлял вредоносную кампанию с использованием различных политических групп США для распространения разногласий, пророссийской пропаганды и вмешательства в выборы в США». Тогда же Министерство финансов США включило Ионова в санкционный список. Ионов был объявлен в розыск в США, за содействие его аресту обещано вознаграждение в размере до 10 млн долларов США.
В сентябре 2024 года присяжные федерального окружного суда в городе Тампа (Флорида) признали виновным председателя Африканской народно-социалистической партии Омали Йешителу и ведущих организаторов солидарности с движением «Ухуру» Пенни Хесса и Джесси Невела, а также основателя партии «Чёрный молот» в Атланте Гази Кодзо (он же Аугустус Ромэйн), которых обвиняли с сотрудничестве с Ионовым, в сговоре с целью обмана американского правительства. Их приговорили к испытательным срокам и общественным работам.